# Herb Dąbrowy Górniczej
Herb Dąbrowy Górniczej – jeden z symboli miasta Dąbrowa Górnicza w postaci herbu.

## Wygląd i symbolika
Herb przedstawia tarczę trójdzielną tak, że najpierw jest ona dwudzielna w pas i dodatkowo dolna część jest dwudzielna w słup. W górnym czerwonym polu znajduje się orzeł polski, patrzący w prawo, w dolnym prawym polu na srebrnym (białym) tle trzy zielone żołędzie w słup, skierowane kupulami w lewo, zaś w dolnym lewym polu na złotym (żółtym) tle czarny młot w słup, obuchem skierowany w lewo.
Orzeł mówi o przynależności do Polski, a żołędzie są aluzją do nazwy miasta.

## Historia
Dąbrowa Górnicza herbu takiego używa od momentu założenia miasta czyli od roku 1916. W czasach PRL orzeł był pozbawiony korony.